# Hans-Wilhelm Koepcke
Hans-Wilhelm Koepcke (Saatzig in de provincie Pommeren in Duitsland, 23 juni 1914 – Gauting in Beieren, 21 november 2000) was een Duitse zoöloog (ornitholoog en herpetoloog) en hoogleraar. Hij verbleef lange tijd in Peru en stichtte daar in 1968 in het Amazonegebied een onderzoekstation, samen met zijn echtgenote Maria Koepcke.

## Biografie
Koepcke studeerde aan de Christian-Albrechts-Universität in Kiel. Tijdens zijn studie moest hij in militaire dienst, maar tijdens de Tweede Wereldoorlog kreeg hij een aanstelling als studentassistent. In 1947 deed doctoraalexamen met als belangrijkste onderwerp een doctoraalscriptie over zeepissebedden.
In 1948 begon hij in Europa te voet op reis op zoek naar een haven waar hij een schip kon vinden dat hem naar Peru kon brengen. Langs ingewikkelde wegen gelukte het hem om op die manier Brazilië te bereiken. Eenmaal in Zuid-Amerika doorkruiste hij opnieuw te voet (en liftend) het continent en bereikte Lima. Eerder had hij daar gesolliciteerd bij het natuurhistorisch museum van de Nationale Universiteit van San Marcos. Omdat hij daar later dan men verwachtte aankwam, was de baan die hij ambieerde al vergeven, maar het lukte hem toch daar een baantje te krijgen. In 1950 liet hij zijn aanstaande echtgenote, de vogelkundige Maria von Mikulicz-Radecki overkomen en in datzelfde jaar trouwden zij. Zij kenden elkaar van de studie in Kiel. In 1954 werd hun enige dochter Juliane Koepcke geboren.
Maria en Hans-Wilhelm werkten nauw samen en publiceerden samen artikelen, waarbij Maria zich specialiseerde op de vogels en hij zich op andere onderdelen van de fauna in Peru richtte. Zo publiceerden ze samen over de economische belangrijke vogelsoorten in Peru (Las Aves de Importancia Económica del Perú) dat door het Peruaanse ministerie van Landbouw tussen 1963 en 1971 werd uitgegeven. In 1957 promoveerde Koepcke in Hamburg met een proefschrift over ecologische studies aan levensgemeenschappen op de westhellingen van de Peruaanse Andes. Ze woonden toen in het stadsdeel Miraflores van de deelstaat Lima en beheerden daar het zogenaamde "Humboldthaus" dat diende als onderkomen en trefpunt voor diverse wetenschappers die de flora en fauna van Zuid-Amerika onderzochten. Op deze wijze werden meer dan 150 onderzoekprojecten ondersteund. Onder andere de bestudering van de amfibieën en reptielen van Peru kreeg daardoor meer aandacht.
In 1968 stichtte hij met zijn vrouw Maria aan de oostzijde van de Andes, in het Amazonegebied aan de rivier de Río Llullapichis, het onderzoekstation „Panguana“, dat de naam draagt van de toen nog veel voorkomende marmertinamoe (Crypturellus undulatus, een vogel die lijkt op een hoenderachtige, maar meer verwant is aan de loopvogels).
In 1971 raakten zijn vrouw en dochter betrokken bij een vliegramp. Zijn dochter Juliane overleefde als enige deze ramp, waarbij zijn vrouw Maria overleed met 91 andere inzittenden. In 1973 en 1974 verschenen zijn belangrijkste werken, een poging te komen tot een universeel geldige biologische theorie. In 1974 keerde hij terug naar Duitsland, als conservator van de collectie amfibieën en reptielen aan de het zoölogisch museum van de Universiteit Hamburg, als docent en hoogleraar.

## Nalatenschap
Nadat hij in 2000 overleed, werd het onderzoekstation Panguana door een Peruaan beheerd. Panguana bleef een belangrijke rol spelen als steunpunt voor onderzoek in het regenwoud. Later breidde zijn dochter Juliane Diller het rond het onderzoekstation gelegen natuurgebied uit en bracht het in 2014 onder in een speciale stichting en nam zelf zitting in het stichtingsbestuur.

### Belangrijkste publicaties
Samen met Erich Titschack:  Beiträge zur neotropischen Fauna. VEB G. Fischer, Jena 1956–1962
Monografieën
- Die Lebensformen. Grundlagen zu einer universell gültigen biologischen Theorie, Band 1 Goecke und Evers, Krefeld 1973, ISBN 3-87263-016-4
- Die Lebensformen. Grundlagen zu einer universell gültigen biologischen Theorie. Band 2, Goecke und Evers, Krefeld 1974, ISBN 3-87263-020-2
- Über die möglichen Formen des Lebens auf anderen Planeten. Goecke und Evers, Krefeld 1975, ISBN 3-87263-022-9

- Gemeinsame Normdatei: 116295007
- International Standard Name Identifier: 0000 0001 0894 0839
- Library of Congress Control Number: no2017027650
- Nederlandse Thesaurus van Auteursnamen: 073319368
- Système universitaire de documentation: 243499558
- Virtual International Authority File: 45050802
- WorldCat: E39PBJqw8xWmVtfWxWBhfKJ4bd